# 台16線
台16線（名間－合流坪），是位於臺灣南投縣的一條省道，起於名間鄉濁水，迄於信義鄉合流坪，全長41.349公里，原是公路總局規劃中另一條橫跨中央山脈的東西向橫貫公路，但已於2014年7月16日公告解編合流坪至萬榮路段與萬榮至鳳林路段。
其中南投縣境內已通車路段起點向東可至信義鄉合流坪附近的孫海橋頭，孫海橋以東屬於原台16線之計畫線，即著名的丹大林道，路況較差，可通達丹野農場。另一端花蓮縣境內，可自路線原終點處往西至林田山林場。另外，也可經由附近的萬榮林道，向西深至情人吊橋，此林道路況亦不佳。

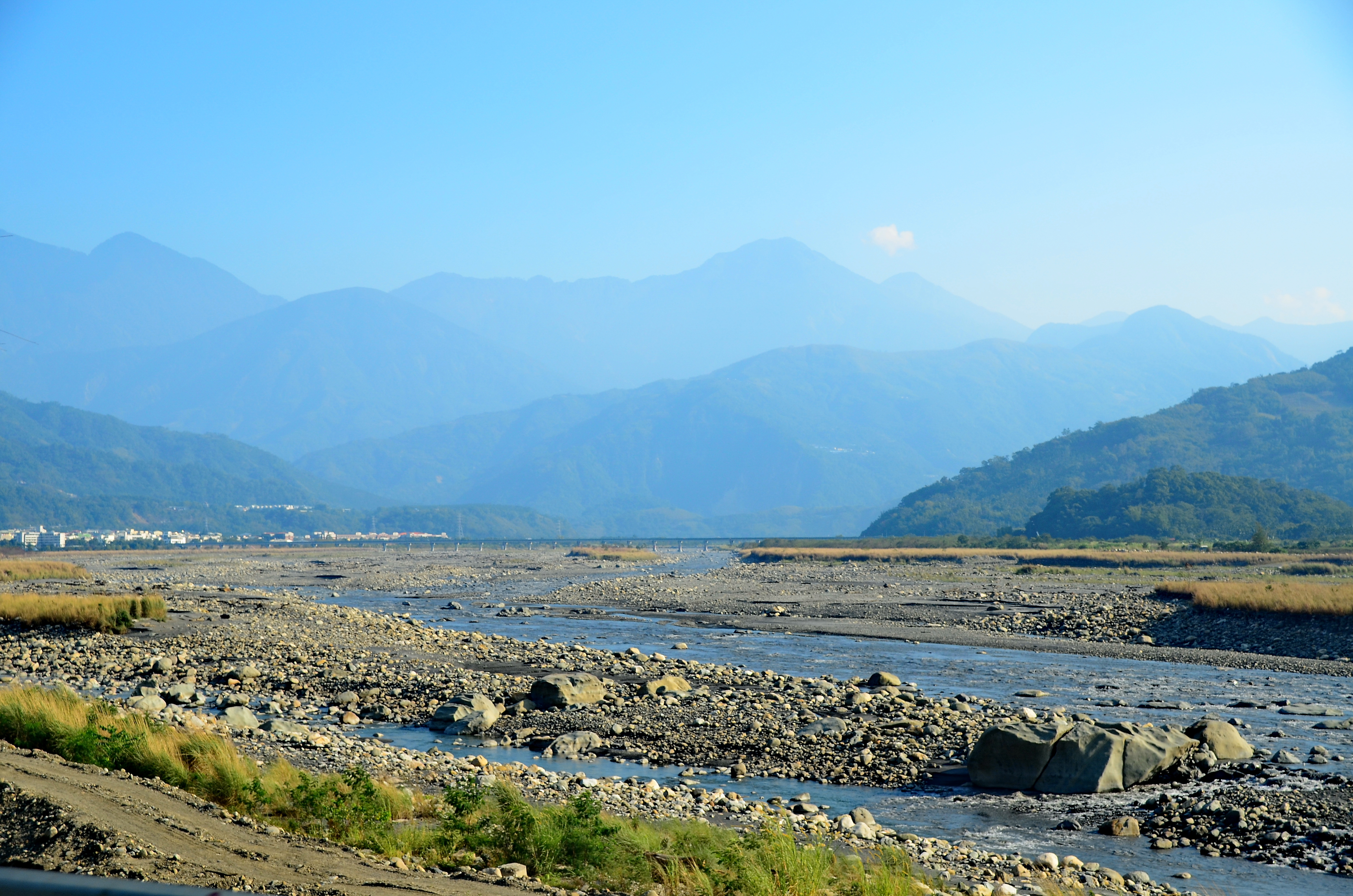
由臺16線西段水里鄉南望濁水溪

## 歷史沿革

### 清朝及日本統治時期
清朝康熙年間，漢人自斗六溯濁水溪而上，經集集鎮、水里鄉至日月潭一帶開墾，形成埔里社集集道路，是史上首條進入埔里地區的道路，也是臺16線的前身。1886年，清廷開闢「集集水尾（今瑞穗）道」（現稱關門古道），由集集起上溯濁水溪及其支流卡社溪，經丹大山翻越中央山脈至花蓮縣境，於1887年完竣。是來往前後山之橫貫道中長度較短的路徑。日本統治時期，原埔里社集集道路成為南投埔里指定道路之一部份，集集水尾道大部份路段則因年久失修逐漸荒廢。

### 1962年臺灣公路第一次整編
公路法實施後，臺灣省公路局於1962年公佈臺16線路線，自南投縣名間鄉起，經集集、水里、魚池至埔里止，與清領時期的埔里社集集道路路線大致相同，此路線也是當時通往日月潭風景區的交通要道。

### 1978年臺灣公路第二次整編
1978年後，臺16線改為自名間，經水里橫越中央山脈至花蓮縣萬榮之橫貫公路，原屬於臺16線之埔里至水里公路改為新編之台21線。其中臺16線自水里鄉頂崁以東新增路段為橫貫計畫「水里鳳林線」，路線包括水里鄉苗圃至信義鄉丹野農場之孫海（丹大）林道，及花蓮縣萬榮鄉萬榮林道等，上述二線林道均為1950年代後期，林業鉅子孫海方便進入中央山脈原始森林區伐木所建造，大致是沿著清領時期之集集水尾道路而開闢，實際上僅需將孫海林道與萬榮林道連結，即可貫通東西，但合流坪至萬榮之路段尚未貫通，直到2014年解編為止，一直處於計畫中（未闢建）狀態。而橫跨濁水溪之集集橋於1979年竣工後，自竹山鎮水底寮經集集橋至集集鎮林尾之公路納編為台16甲線。

### 1993年臺灣公路第三次整編
臺16線名間至水里路段改經沿濁水溪北岸開闢之新線（新台16線），舊線名間至集集鎮林尾路段（即綠色隧道段）納編為縣道152號末段。而臺16甲線自林尾向東沿臺16線舊線延伸至水里止。

### 近年改變
- 2003年：原臺16甲線竹山鎮水底寮至集集鎮林尾段改編為臺3丙線，林尾以東路段降級為鄉道投27線。
- 2009年8月8日：臺16線11公里處因莫拉克颱風侵襲而坍塌中斷，並造成至少7輛車輛墜落河中的事故。
- 2014年5月：交通部公路總局將地利－合流坪路段降編為台16線臨29便道，1K+100至11K+757處於每日17:30至隔日7:00進行封閉管制。
- 2014年7月16日：行政院公告台16線路線名稱調整為名間－合流坪（原路線名稱為名間－鳳林），里程調整為41.257公里（原里程為143.082公里）。原合流坪至萬榮路段（未開闢）解編；萬榮至鳳林路段交由花蓮縣政府管理養護（花50線）。

## 行經行政區域
全線均位於南投縣境內。
| 名間鄉  | 濁水            | 0.000        | 台3線                           | 公路起點                    |
| 名間鄉  | －              |              |                                 |                             |
| 名間鄉  | －              |              |                                 |                             |
| 名間鄉  | 磨仔坑          | 1.490        | 投54線                          | 起點                        |
| 名間鄉  | －              |              |                                 |                             |
| 集集鎮  | 樂園            | －           | （地區道路）                    |                             |
| 集集鎮  | －              |              |                                 |                             |
| 集集鎮  | －              |              |                                 |                             |
| 集集鎮  | 隘寮            | －           | （地區道路）                    |                             |
| 集集鎮  | －              |              |                                 |                             |
| 集集鎮  | 田寮            | －           | （地區道路）                    |                             |
| 集集鎮  | －              |              |                                 |                             |
| 集集鎮  | 草嶺            | －           | （地區道路）                    |                             |
| 集集鎮  | － 隧道         |              |                                 |                             |
| 集集鎮  | 林尾            |              |                                 |                             |
| 集集鎮  | －              |              |                                 |                             |
| 集集鎮  | －              | （地區道路） |                                 |                             |
| 集集鎮  | 集集市區        | 6.881        | 縣道139號                       |                             |
| 集集鎮  | 八張            | －           | 投27線                          | 終點                        |
| － 隧道 |                 |              |                                 |                             |
| 水里鄉  | 風坑            |              |                                 |                             |
| 水里鄉  | 風坑            | －           |                                 |                             |
| 水里鄉  | 風坑            | －           |                                 |                             |
| 水里鄉  | －              |              |                                 |                             |
| 水里鄉  | 水里市區          | 15.355       | 縣道131號 · 投54線 · 城福街15巷 | 終點                        |
| 水里鄉  | －              |              |                                 |                             |
| 水里鄉  | 北埔            | －           | 投58線 · 博愛路                 | 終點                        |
| 水里鄉  | 北埔            | －           | 投59線 · 民族路                 | 起點                        |
| 水里鄉  | －              |              |                                 |                             |
| 水里鄉  | 社子            | －           | （地區道路）                    |                             |
| 水里鄉  | 頂崁            | 18.766       | 台21線                          | 與共線起點                  |
| 水里鄉  | －              |              |                                 |                             |
| 水里鄉  | 圳仔頭          | －           | 台21線                          |                             |
| 水里鄉  | 苗圃            | 19.533       | 台21線                          | 與共線終點                  |
| 水里鄉  | 大灣            | －           | （地區道路）                    |                             |
| 水里鄉  | －              |              |                                 |                             |
| 水里鄉  | 民和 （拔社埔） |              |                                 |                             |
| 水里鄉  | － 隧道         |              |                                 |                             |
| 水里鄉  | －              | （地區道路） |                                 |                             |
| 水里鄉  | －              |              |                                 |                             |
| 水里鄉  | 26.911          | （地區道路） |                                 |                             |
| 信義鄉  | 地利 （達瑪巒） | －           | 投97線                          | 終點                        |
| 信義鄉  | 地利 （達瑪巒） | －           |                                 |                             |
| 信義鄉  | 地利 （達瑪巒） | 29.476       | 台16線臨29便道                  | 台16線臨29便道起點          |
| 信義鄉  | 合流坪          | 41.349       | （無）                          | 公路終點 台16線臨29便道終點 |
| 共線    |                 |              |                                 |                             |

解編路段
- 丹大林道：孫海橋（丹大吊橋，管制通行）→二分所→拉夫郎社→加年端社→五分所→六分所（果園叉路）→七分所→海天寺（四林班、七林班支線往丹野農場）→八林班支線→卡社大山登山口（南投、花蓮縣界）→臺電保線路→ 七彩湖
- 七彩湖登山步道：七彩湖→七星崗→雙潭瀑布→高登（林田山鐵路舊線）→（天梯路段）→情人吊橋
- 萬榮林道：情人吊橋（七彩湖登山口，林道路況不佳）→樂嘉山→清水谷溪→望溪→大觀→明利上部落→萬榮村（萬榮鄉行政中心）

原臺16線東段：均位於花蓮縣境內，現改編為花50線鄉道
- 鳳林鎮：林田山140.168k（東段通車起點141k）
- 萬榮鄉：萬榮村（接萬榮林道）
- 鳳林鎮：長橋142.410k（計畫終點143k，台9線舊線岔路）

## 沿線路名
- 員集路
- 名水路
- 中山路一段
- 水信路一段
- 福和路
- 民和路
- 開信巷

## 沿線設施與景點
- 名間茄苳神木公
- 集集永興宮
- 國立水里高級商工職業學校
- 國立臺灣大學生物資源暨農學院實驗林管理處木材利用實習工廠
- 水里蛇窯
- 新高登山口紀念碑
- 南投縣立民和國民中學
- 南投縣信義鄉地利國民小學
- 孫海橋（已沖毀）